# Ann De Greef (handbalster)
Ann De Greef is een Belgische voormalig handbalster.

## Levensloop
De Greef was actief bij Sasja en Initia Hasselt. Ze werd tweemaal (1995 en 1996) verkozen tot handbalster van het jaar.